# چرخ هرزگرد…
چرخ هرزگرد از پیچ گوشتی عاقل‌تر است و نخ‌های ریسمان بیشتر از خود ریسمان به شما کمک می‌کنند که اغلب چرخ هرزگرد… خلاصه می‌شود، چهارمین آلبوم استودیویی از خواننده-ترانه‌پرداز آمریکایی فیونا اپل می‌باشد. درست مثل دومین آلبوم اپل تحت عنوان وقتی که مهره پیاده… نام این آلبوم نیز برگرفته از یک شعر به‌قلم خود اپل می‌باشد. چرخ هرزگرد… در ۱۸ ژوئن سال ۲۰۱۲ در بریتانیا و ۱۹ ژوئن در ایالات متحده از سوی اپیک رکوردز منتشر گردیده‌است.